# それは…黄昏
「それは…黄昏」は、1988年3月に五木ひろしが発売したシングルである。

## 収録曲
1. それは…黄昏（4分9秒）
作詞：荒木とよひさ／作曲：杉本真人／編曲：川村栄二
2. いくじなし（3分30秒）
作詞：阿久悠／作曲：三木たかし／編曲：若草恵